# Dignity (альбом)
Dignity — четвертий студійний альбом американської поп-співачки Гіларі Дафф. У Сполучених Штатах альбом вийшов 21 березня 2007 через лейбл Hollywood Records. Після випуску попередньої студійної роботи, Дафф пережила значні життєві зміни, включаючи інцидент із переслідуванням, розлучення їх батьків та розрив стосунків із її хлопцем. Внаслідок цього, Дафф перебрала на себе інтегральну роль у процесі створення своєї наступний платівки; разом з Карою ДіоГуарді Дафф є автором більшості пісень та продюсером альбому Dignity. Цей підхід став різко відмінним від процесів створення попередніх робіт, де Дафф мала менший вплив на створення музичного альбому.
Натхненням для альбому стали роботи інді-рок-гурту The Faint, поп-співачок Бейонсе та Гвен Стефані. Альбом відрізняється від попередніх робіт Дафф значною відсутністю поп-року та значною наявністю денс-звуків, що за словами Дафф не було її наміром, коли вона створювала пісні. Тексти пісень відображають досвід та переживання співачки, які вона отримала за роки до випуску платівки. Пісні альбому мають значний вплив рок-н-ролу та хіп-хоп музики.
Альбом Dignity випустив три сингли: «Play With Fire», «With Love» та «Stranger». Огляди критиків були в цілому позитивні; альбом хвалили за тексти пісень та новий музичний напрямок. Альбом дебютував на 3 місце на US Billboard 200, що було нижче за минулі роботи Дафф; журнал Billboard допустив, що це відбулося через втрату частини фан-бази Дафф за час її музичної еволюції. Незважаючи на це, сингл «With Love» став найуспішнішим за всю кар'єру співачки, посідаючи 24 місце на US Billboard Hot 100 та 1 місце на US Billboard Hot Dance Club Play. Альбом досяг топ-10 на чартах декількох країн світу та отримав золоту сертифікацію від американської RIAA.

## Сингли
«Play With Fire»
Перший сингл альбому «Play With Fire» вийшов 21 серпня 2006. Дафф назвала пісню «приманкою» до нового звучання альбому Dignity. Музичне відео вийшло 15 серпня 2007.
«With Love»
Другий сингл альбому «With Love» вийшов 20 лютого 2007. Сингл став найуспішнішим за всю кар'єру співачки, досягаючи 24 місця чарту US Billboard Hot 100 та 1 місця чарту US Billboard Hot Dance Club Play. Музичне відео вийшло 8 лютого 2007.
«Stranger»
Третій сингл альбому «Stranger» вийшов 24 червня 2007. Пісня досягла 97 місця чарту US Billboard Hot 100. Музичне відео вийшло 30 травня 2007.

## Список композицій
| Dignity – Стандартне видання | Dignity – Стандартне видання | Dignity – Стандартне видання                                      | Dignity – Стандартне видання        | Dignity – Стандартне видання |
| #                            | Назва                        | Автор                                                             | Producer(s)                         | Тривалість                   |
| ---------------------------- | ---------------------------- | ----------------------------------------------------------------- | ----------------------------------- | ---------------------------- |
| 1.                           | «Stranger»                   | Гіларі Дафф Кара ДіоГуарді Vada Nobles Derrick Haruin Julius Diaz | Nobles                              | 4:11                         |
| 2.                           | «Dignity»                    | Гіларі Дафф ДіоГуарді Chico Bennett Richard Vission               | Bennett Vission                     | 3:13                         |
| 3.                           | «With Love»                  | Гіларі Дафф ДіоГуарді Nobles Diaz                                 | Nobles Logic                        | 3:01                         |
| 4.                           | «Danger»                     | Гіларі Дафф ДіоГуарді Nobles Mateo Camargo Diaz                   | Nobles Camargo Logic [a]            | 3:31                         |
| 5.                           | «Gypsy Woman»                | Гіларі Дафф Гейлі Дафф Раян Теддер                                | Теддер                              | 3:15                         |
| 6.                           | «Never Stop»                 | Гіларі Дафф ДіоГуарді Bennett Vission                             | Bennett Vission Victor Gonzalez [a] | 3:13                         |
| 7.                           | «No Work, All Play»          | Гіларі Дафф ДіоГуарді Greg Wells                                  | Wells ДіоГуарді                     | 4:17                         |
| 8.                           | «Between You and Me»         | Гіларі Дафф ДіоГуарді Bennett Vission                             | Bennett Vission                     | 3:05                         |
| 9.                           | «Dreamer»                    | Гіларі Дафф ДіоГуарді "Fredwreck" Nassar                          | Nassar ДіоГуарді                    | 3:11                         |
| 10.                          | «Happy»                      | Гіларі Дафф ДіоГуарді Mitch Allan Rhett Lawrence                  | Bennett Vission                     | 3:29                         |
| 11.                          | «Burned»                     | Гіларі Дафф ДіоГуарді Nassar                                      | Nassar ДіоГуарді                    | 3:22                         |
| 12.                          | «Outside of You»             | Pink Шанталь Крев'язюк Raine Maida                                | Bennett Vission Maida [b]           | 4:04                         |
| 13.                          | «I Wish»                     | Гіларі Дафф ДіоГуарді Tim Kelley Bob Robinson                     | Tim & Bob                           | 3:51                         |
| 14.                          | «Play with Fire»             | Гіларі Дафф ДіоГуарді Lawrence will.i.am                          | Lawrence                            | 3:01                         |
| 48:44                        |                              |                                                                   |                                     |                              |

| Dignity – Європейське цифрове видання (бонусний трек) | Dignity – Європейське цифрове видання (бонусний трек) | Dignity – Європейське цифрове видання (бонусний трек) | Dignity – Європейське цифрове видання (бонусний трек) |
| #                                                     | Назва                                                 | Реміксер(и)                                           | Тривалість                                            |
| ----------------------------------------------------- | ----------------------------------------------------- | ----------------------------------------------------- | ----------------------------------------------------- |
| 15.                                                   | «With Love» (Bimbo Jones Radio Edit)                  | Bimbo Jones[c]                                        | 2:52                                                  |
| 51:36                                                 |                                                       |                                                       |                                                       |

| Dignity – Італійське цифрове видання (бонусний трек) | Dignity – Італійське цифрове видання (бонусний трек) | Dignity – Італійське цифрове видання (бонусний трек) | Dignity – Італійське цифрове видання (бонусний трек) |
| #                                                    | Назва                                                | Реміксер(и)                                          | Тривалість                                           |
| ---------------------------------------------------- | ---------------------------------------------------- | ---------------------------------------------------- | ---------------------------------------------------- |
| 15.                                                  | «With Love» (Boosta Dub Remix)                       | Boosta[c]                                            | 6:35                                                 |
| 55:19                                                |                                                      |                                                      |                                                      |

| Dignity – Японське видання (бонусні треки) | Dignity – Японське видання (бонусні треки) | Dignity – Японське видання (бонусні треки) | Dignity – Японське видання (бонусні треки) |
| #                                          | Назва                                      | Реміксер(и)                                | Тривалість                                 |
| ------------------------------------------ | ------------------------------------------ | ------------------------------------------ | ------------------------------------------ |
| 15.                                        | «With Love» (DJ Kaya Remix)                | DJ Kaya[c]                                 | 3:58                                       |
| 52:42                                      |                                            |                                            |                                            |

| Dignity – Видання для Best Buy (бонусні треки) | Dignity – Видання для Best Buy (бонусні треки) | Dignity – Видання для Best Buy (бонусні треки) |
| #                                              | Назва                                          | Тривалість                                     |
| ---------------------------------------------- | ---------------------------------------------- | ---------------------------------------------- |
| 15.                                            | «Play with Fire» (Rock Mix)                    | 2:56                                           |
| 16.                                            | «Stranger» (Vada Mix)                          | 4:19                                           |
| 55:59                                          |                                                |                                                |

| Dignity – Видання для Walmart (бонусний CD – Dignity Remixes мініальбом) | Dignity – Видання для Walmart (бонусний CD – Dignity Remixes мініальбом) | Dignity – Видання для Walmart (бонусний CD – Dignity Remixes мініальбом) | Dignity – Видання для Walmart (бонусний CD – Dignity Remixes мініальбом) | Dignity – Видання для Walmart (бонусний CD – Dignity Remixes мініальбом) |
| #                                                                        | Назва                                                                    | Автор                                                                    | Producer(s)                                                              | Тривалість                                                               |
| ------------------------------------------------------------------------ | ------------------------------------------------------------------------ | ------------------------------------------------------------------------ | ------------------------------------------------------------------------ | ------------------------------------------------------------------------ |
| 1.                                                                       | «With Love» (Richard Vission Remix)                                      | Гіларі Дафф Кара ДіоГуарді Vada Nobles Julius Diaz                       | Nobles Logic Richard Vission [c] Chico Bennett [c]                       | 6:09                                                                     |
| 2.                                                                       | «Play with Fire» (Richard Vission Remix)                                 | Гіларі Дафф ДіоГуарді Rhett Lawrence will.i.am                           | Lawrence Vission [c] Bennett [c]                                         | 3:13                                                                     |
| 3.                                                                       | «Dignity» (Richard Vission Remix)                                        | Гіларі Дафф ДіоГуарді Bennett Vission                                    | Bennett Vission                                                          | 3:45                                                                     |
| 4.                                                                       | «Play with Fire» (Vada Mix)                                              | Гіларі Дафф ДіоГуарді Lawrence will.i.am                                 | Lawrence Nobles [c] Logic [c] Derrick Haruin [c]                         | 3:17                                                                     |
| 5.                                                                       | «Come Clean» (Dance Mix)                                                 | ДіоГуарді John Shanks                                                    | Shanks Chris Cox [c]                                                     | 3:44                                                                     |
| 20:08                                                                    |                                                                          |                                                                          |                                                                          |                                                                          |

| Dignity – Розширене видання (бонусне DVD) | Dignity – Розширене видання (бонусне DVD) | Dignity – Розширене видання (бонусне DVD) | Dignity – Розширене видання (бонусне DVD) |
| #                                         | Назва                                     | Director(s)                               | Тривалість                                |
| ----------------------------------------- | ----------------------------------------- | ----------------------------------------- | ----------------------------------------- |
| 1.                                        | «At Home with Hilary»                     |                                           | 32:41                                     |
| 2.                                        | «Why Not» (музичне відео)                 | Elliott Lester                            | 3:06                                      |
| 3.                                        | «So Yesterday» (музичне відео)            | Chris Applebaum                           | 3:34                                      |
| 4.                                        | «Come Clean» (музичне відео)              | Dave Meyers                               | 3:32                                      |
| 5.                                        | «Our Lips Are Sealed» (музичне відео)     | Applebaum                                 | 2:41                                      |
| 6.                                        | «Fly» (музичне відео)                     | Applebaum                                 | 3:55                                      |
| 7.                                        | «Wake Up» (музичне відео)                 | Марк Вебб                                 | 3:39                                      |
| 8.                                        | «Beat of My Heart» (музичне відео)        | Phil Harder                               | 3:10                                      |
| 9.                                        | «Play with Fire» (музичне відео)          | Alex Courtes Martin Fougerol              | 3:03                                      |
| 10.                                       | «With Love» (музичне відео)               | Matthew Rolston                           | 3:08                                      |
| 62:28                                     |                                           |                                           |                                           |

| Dignity – Японське розширене видання (бонусний DVD) | Dignity – Японське розширене видання (бонусний DVD) | Dignity – Японське розширене видання (бонусний DVD) |
| #                                                   | Назва                                               | Тривалість                                          |
| --------------------------------------------------- | --------------------------------------------------- | --------------------------------------------------- |
| 11.                                                 | «Hilary Duff x Leslie Kee Making of the Photo Book» | 3:35                                                |
| 66:03                                               |                                                     |                                                     |

Примітки
- ↑  означає додаткового продюсера
- ↑  означає співпродюсера
- ↑  означає реміксера
- Пісня «Dreamer» включає в себе частину пісні Depeche Mode «Just Can't Get Enough»

## Чарти
| Чарт (2007)                                    | Місце |
| ---------------------------------------------- | ----- |
| Argentine Albums Chart                         | 15    |
| Australian ARIA Albums Chart                   | 17    |
| Canadian Albums Chart                          | 3     |
| Colombian Albums Chart                         | 1     |
| European Top 100 Albums                        | 28    |
| French Albums Chart                            | 133   |
| Irish Albums Chart                             | 10    |
| Italian FIMI Albums Chart                      | 8     |
| Japan Oricon Weekly Albums Chart               | 12    |
| Japan Oricon Weekly International Albums Chart | 1     |
| Korea Pop Record Sales Volume                  | 10    |
| Mexican Albums Chart                           | 4     |
| New Zealand Albums Chart                       | 31    |
| Spanish Albums Chart                           | 12    |
| Switzerland Hitparade Top 100 Albums           | 64    |
| UK Albums Chart                                | 25    |
| U.S. Billboard 200                             | 3     |

## Продажі
| Країна          | Сертифікат | Сертифікація (таблиця продажів та сертифікатів) |
| --------------- | ---------- | ----------------------------------------------- |
| Ірландія (IRMA) | Золото     | +7,500                                          |
| Італія (FIMI)   | Золото     | +25,000                                         |
| США (RIAA)      | Золото     | +500,000                                        |

## Історія релізів
| Країна          | Дата            | Видання                  | Лейбл     |
| --------------- | --------------- | ------------------------ | --------- |
| Італія          | 21 березня 2007 | Стандартне Розширене     | Virgin    |
| Велика Британія | 26 березня 2007 | Стандартне Розширене     | EMI       |
| Іспанія         | 26 березня 2007 | Стандартне Розширене     | EMI       |
| Японія          | 28 березня 2007 | Стандартне Обмежене      | Avex Trax |
| Австрія         | 30 березня 2007 | Стандартне Розширене     | EMI       |
| Німеччина       | 30 березня 2007 | Стандартне Розширене     | EMI       |
| Швейцарія       | 30 березня 2007 | Стандартне Розширене     | EMI       |
| Австралія       | 31 березня 2007 | Стандартне               | EMI       |
| Канада          | 3 квітня 2007   | Стандартне Розширене     | Universal |
| США             | 3 квітня 2007   | Стандартне Розширене     | Hollywood |
| Австралія       | 19 січня 2008   | Розширене турове видання | EMI       |